# Gérald Laroche
Pour les articles homonymes, voir Laroche.
Gérald Laroche, né en 1964 à Paris, est un acteur français.

## Biographie
Gérald Laroche a été formé chez Robert Cordier. C'est le metteur en scène et réalisateur Xavier Durringer qui lui offre son premier grand rôle au cinéma dans La Nage indienne en 1993. Durringer l'engage également au théâtre (Une petite entaille en 1994, La quille en 1996, Surfeurs en 1998…). Une "gueule" que l'on va retrouver chez les jeunes réalisateurs des années 1990 :  Olivier Marchal, Laurent Bénégui, Philippe le Guay, Éric Valette...

## Filmographie

### Cinéma
- 1989 : Hiver 54, l'abbé Pierre de Denis Amar : Clovis
- 1990 : Faux et Usage de faux de Laurent Heynemann : l'assistant
- 1993 : La Nage indienne de Xavier Durringer : Max
- 1995 : Au petit Marguery de Laurent Bénégui : Paul
- 1996 : Mireille et Barnabé aimeraient bien en avoir un ..., court métrage de Laurent Bénégui : Barnabé
- 1997 : Romaine d'Agnès Obadia : Armand
- 1997 : J'irai au paradis car l'enfer est ici de Xavier Durringer : Rufin
- 1998 : Cantique de la racaille de Vincent Ravalec
- 2001 : Trois huit de Philippe Le Guay : Pierre
- 2001 : J'ai tué Clémence Acéra de Jean-Luc Gaget : Paul Alimi
- 2002 : Gangsters d'Olivier Marchal : Marc Jansen
- 2003 : Maléfique d'Éric Valette : Carrère
- 2003 : Fanfan la Tulipe de Gérard Krawczyk : Corsini
- 2003 : Qui perd gagne ! de Laurent Bénégui : l'employé du casino
- 2004 : À ce soir de Laure Duthilleul : René
- 2005 : La Boîte noire de Richard Berry : Koskas
- 2005 : Michou d'Auber de Thomas Gilou : Robert
- 2006 : La Jungle de Matthieu Delaporte : le psychiatre
- 2006 : Le Serpent d'Éric Barbier : Becker
- 2007 : Le Dernier Voyage, court métrage de Frédéric Duvin : Rivière
- 2007 : Le Deuxième Souffle d'Alain Corneau : Chef
- 2007 : MR 73 d'Olivier Marchal : Georges Matéo
- 2007 : Nos retrouvailles de David Oelhoffen : Krosiki
- 2007 : J'ai toujours rêvé d'être un gangster de Samuel Benchetrit : le patron
- 2008 : Les Insoumis de Claude-Michel Rome : Abel Vargas
- 2008 : Dante 01 de Marc Caro : Charon
- 2009 : Demain dès l'aube de Denis Dercourt : Rogart
- 2009 : Une affaire d'État d'Éric Valette : Christophe Bonfils
- 2010 : Crime d'amour d'Alain Corneau : Gérard
- 2012 : Une nuit de Philippe Lefebvre : Alex
- 2015 : Un peu, beaucoup, aveuglément de Clovis Cornillac : Jury 1
- 2017 : Le Serpent aux mille coupures d'Éric Valette : Adrien Viguie
- 2022 : L'École est à nous d'Alexandre Castagnetti : M. Castelli

### Télévision
- 1999 : Les Vilains de Xavier Durringer : Serge
- 2000 : Les Redoutables d'Éric Valette : le photographe
- 2002 : Les Oreilles sur le dos de Xavier Durringer : Jacques
- 2003 : La Société de Pascal Singevin : le sauvage
- 2004 : Capone de Jean-Marc Brondolo : Alex
- 2004 : À cran, deux ans après d'Alain Tasma : Jean-Lou
- 2004 : 93, rue Lauriston de Denys Granier-Deferre : Norbert Boileau
- 2005 : Disparition de Laurent Carcélès : Kolbi
- 2005 : Vénus et Apollon (1 épisode)
- 2006 : Au crépuscule des temps de Sarah Lévy : Warlack
- 2006 : David Nolande de Nicolas Cuche : Millet
- 2008 : Scalp de Xavier Durringer : Étienne Chapman
- 2008 : Le Voyage de la veuve de Philippe Laïk : Vinel
- 2008 : Adieu de Gaulle, adieu de Laurent Herbiet : Michel Jobert
- 2010 : Vidocq de Alain Choquart : Le Corse
- 2011 : Hiver rouge de Xavier Durringer : Roubaix
- 2011 : Un flic (1 épisode) de Patrick Dewolf : Charlie Chan
- 2013 : La Source de Xavier Durringer : Armel Dubois
- 2014 : Boulevard du Palais, épisode Un bien pour le mal réalisé par Bruno Garcia : Gryner
- 2015 : Le Vagabond de la Baie de Somme de Claude-Michel Rome : Procureur Cuvillier
- 2016 : Section zéro d'Olivier Marchal : Karl Josephson
- 2018 : Insoupçonnable d'Éric Valette : Colmar
- 2018 : Meurtres à Brides-les-Bains d'Emmanuel Rigaut : Paul Fournier
- 2019 : Les Rivières pourpres - Kenbaltyu, saison 2, épisodes 5 et 6 : Charlier
- 2021 : Mixte (série Prime Vidéo) : Louis Douillard

### Clip
- 1998 : Apparition dans le vidéo-clip de Johnny Hallyday Debout, réalisé par Xavier Durringer